# Joseph Kaiponohea Dominis
Titre
Prince héritier d'Hawaï
29 janvier 1891 – 17 janvier 1893
(1 an, 11 mois et 19 jours)
Le prince Joseph Kaiponohea, également connu sous le nom de Kaipo, né Joseph Kaiponohea ʻAeʻa Dominis le 22 juin 1882 à Honolulu, à Hawaï, et mort le 14 novembre 1914 à Waikiki, à Hawaï, est un prince royal du royaume d'Hawaï et membre de la Maison royale de Kalākaua. Fils de la reine Liliʻuokalani et du prince John Owen Dominis, il est l'héritier du trône du 29 janvier 1891 jusqu'à la chute de la monarchie, le 17 janvier 1893. Il décède avant sa mère sans postérité.

## Biographie

### Naissance et famille
Joseph est né le 22 juin 1882, il est le premier fils de la future reine Lydia Liliʻuokalani, qui était alors l'héritière du trône hawaïen, et de son époux John Owen Dominis,. À sa naissance, Liliʻuokalani l'a nommé Joseph Kaiponohea ʻAeʻa, et l'a appelé Kaipo tout au long de sa vie. Joseph a une sœur aînée, Lydia Aholo, et un frère cadet, John Aimoku. L'historienne Helena Allen a décrit l'affection de la reine pour son fils : « elle l'adorait - un bambin aux cheveux bouclés et aux yeux brillants - son cœur se contractait chaque fois qu'elle le voyait ».

### Prince héritier d'Hawaï (1891-1893)

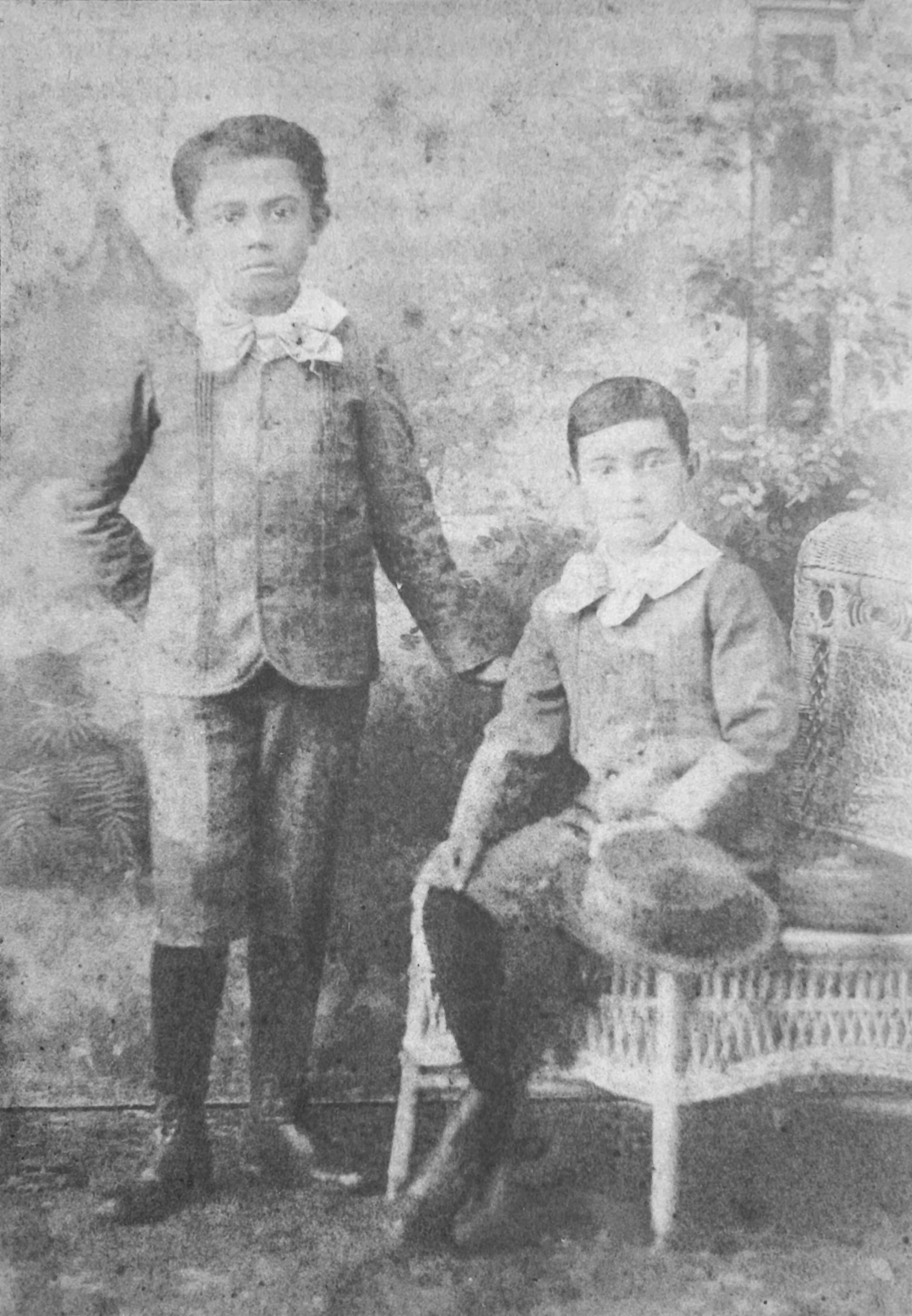
Kaipo et son frère, John Aimoku, en 1890.

Le 20 janvier 1891, le roi Kalakaua, après avoir subi une attaque à Santa Barbara à la suite de laquelle il fut emmené en urgence à San Francisco, décède après deux jours de coma. La nouvelle de la mort du roi ne parvient à Hawaï que le 29 janvier, c'est ainsi que sa sœur et héritière, Liliʻuokalani, devient reine. Dès son accession, elle désigne son fils aîné, le prince Joseph Kaiponohea, comme héritier du trône. La nouvelle reine, très populaire auprès de la population, fait ainsi face à plusieurs facteurs qui lui sont défavorables, notamment une économie gravement endommagée par les tarifs douaniers imposés à l'industrie sucrière de Hawaï. Néanmoins, elle fait savoir qu'elle refuse de céder face aux pressions des progressistes et conteste déjà la Constitution de 1887, promulguée sous le règne de son frère.
Le 16 janvier 1893, Liliʻuokalani s'inquiète de l'agitation qu'elle a provoquée par la mise en place de nouvelles lois. Elle montre qu'elle ne souhaite pas imposer ses règles et sa constitution par un autre moyen que celui qui est prévu par le système en place. Mais l'agitation étant déjà trop importante, son initiative n'est pas suffisante. Le Comité de sécurité décide alors de se réunir à proximité du palais Lolani. À 14 h, on dénombre 1 200 à 1 500 haoles présents. Au même moment, une manifestation en soutien à la reine se déroule, qui regroupe un petit comité de 500 à 1 000 indigènes.
John Stevens ordonne alors à 162 marines de l'USS Boston de venir protéger le Comité. Cet acte symbolise une approbation officieuse du gouvernement américain pour effectuer le coup d'État. Dès le lendemain, le 17 janvier, le Comité de sécurité fait parvenir un communiqué qui proclame la destitution de la reine hawaïenne. Il instaure par la même occasion un gouvernement provisoire, dirigé par Sanford Ballard Dole, ce qui signe la mort de la monarchie au sein de l'archipel. Liliʻuokalani prend l'initiative de quitter par elle-même le gouvernement, elle ne veut pas d'affrontements armés qui pourrait causer la perte de nombreux habitants. Le prince Kaipo perd alors son titre de prince héritier, voyant ainsi s'envoler son rêve de devenir roi.

### Études et disparition
Le prince fait ses études à la Fort Street School et au collège royal avant d'obtenir son diplôme en 1900 à l'école Kamehameha pour garçons. En 1901, il est recommandé comme candidat à l'Académie militaire des États-Unis à West Point par le délégué Robert William Wilcox, mais il ne réussit pas la section anglaise de l'examen d'entrée,,. Après la chute de la monarchie, Joseph travaille comme sténographe et commis dans le bureau du greffier d'Honolulu.
En 1909, il est nommé dans la fiducie de la reine comme bénéficiaire dans laquelle elle lui offre Kealohilani, sa résidence à Waikiki et les terrains de pêche de Hamohamo. Alors qu'il est dans sa maison de Kealohilani, le prince meurt le 14 novembre 1914, à l'âge de trente-deux ans. Après un service funéraire à la cathédrale Saint-André, il a est enterré le lendemain au cimetière de Manoa. Trop malade pour assister aux funérailles, sa mère reste dans sa résidence de Washington Place à Honolulu, où elle porte le deuil de son fils préféré,.
Il ne s'est jamais marié ni n'a pas eu d'enfants.